# Neophlepsius malkowskiae
Neophlepsius malkowskiae är en insektsart som beskrevs av Keti Maria Rocha Zanol 1998. Neophlepsius malkowskiae ingår i släktet Neophlepsius och familjen dvärgstritar. Inga underarter finns listade i Catalogue of Life.